# Celia (asistente virtual)
Celia (en chino, 小艺; pinyin, Xiǎoyì) es un asistente virtual inteligente desarrollado por Huawei para sus teléfonos inteligentes con el sistema operativo móvil HarmonyOS que carecen de los servicios de Google y su asistente virtual. El asistente puede realizar tareas cotidianas como, por ejemplo, una llamada telefónica, establecer un recordatorio y verificar el clima. Fue lanzado oficialmente el 27 de abril de 2020 a través de una actualización OTA únicamente para las series Huawei P40, Huawei Mate 30 y Huawei MatePad Pro, que cuentan con la versión del sistema operativo EMUI 10.1.
Huawei inicialmente hizo referencia al nuevo asistente a fines de 2019 al decir que habría una versión en inglés de su asistente de altavoz chino, Xiaoyi, que se lanzaría a los mercados europeos. Debido a las secuelas de la guerra comercial entre China y Estados Unidos, los teléfonos inteligentes recién lanzados de la compañía se quedaron sin un asistente virtual, lo que condujo al lanzamiento de Celia.
La tecnología de inteligencia artificial está integrada en el software de Celia que le permite, entre otras cosas, traducir texto usando la cámara de un teléfono e identificar objetos, similar al de Google Lens.

## Disponibilidad
Actualmente, Celia está disponible en inglés, francés, español, alemán e italiano y se ha lanzado en distintas regiones que varían según se trate de EMUI 10.1 o EMUI 11. Huawei ha dicho que habrá más regiones e idiomas por venideros.